# 흉수
흉수(胸水, pleural effusion)는 흉강 안에 정상 이상으로 고여있는 액체들의 총칭이다. 좁은 의미에서는 누출액(transudate) 또는 여출액이라고 하는 액체가 흉강 안에 고여있는 수흉(hydrothorax)를 의미한다.

## 종류
흉강 내에 고이는 액체의 종류에 따라서 다음과 같이 분류할 수 있다.
- 수흉(水胸, hydrothorax)
- 농흉(膜胸, pyothorax)
- 혈흉(血胸, hemothorax)
- 유미흉(乳糜胸, chylothorax)
- 요흉 (尿胸, urinothorax)

## 임상 양상
신체 검진(physical examination, P/E) 시 호흡음의 감소와, 타진시 공명음이 감소하는 형태를 보인다.

## 치료
흉수의 1차적인 치료법은 흉강천자를 통한 흉수의 배액이다. 이때 응고장애나 출혈성 질환이 기저질환으로 있는 경우 흉강천자의 금기증이 될 수 있다.
2차적인 치료로써 흉막유착이나 수술을 고려할 수 있다.

## 같이 보기
- 복수
- 척수